# AFAS Live

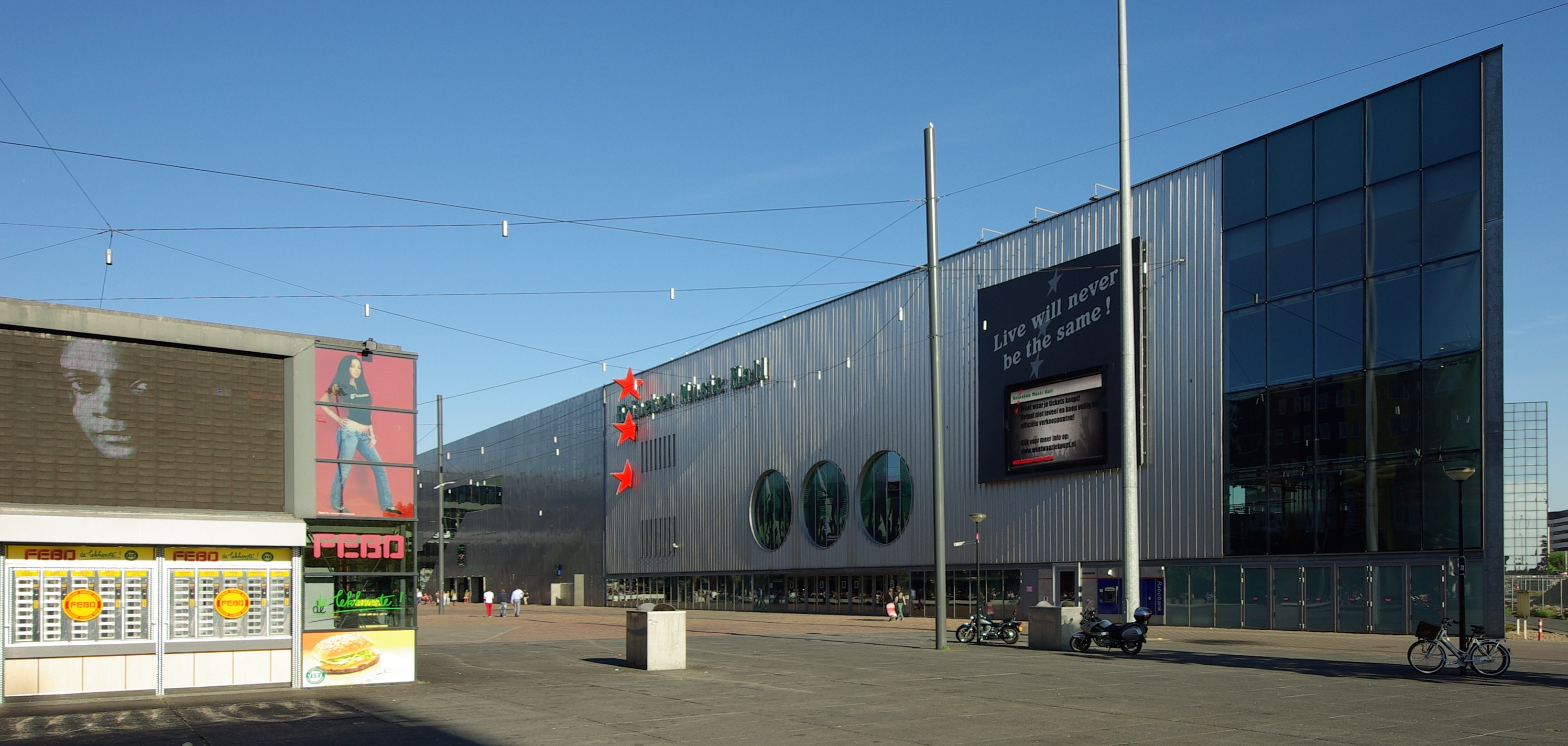
Heineken Music Hall

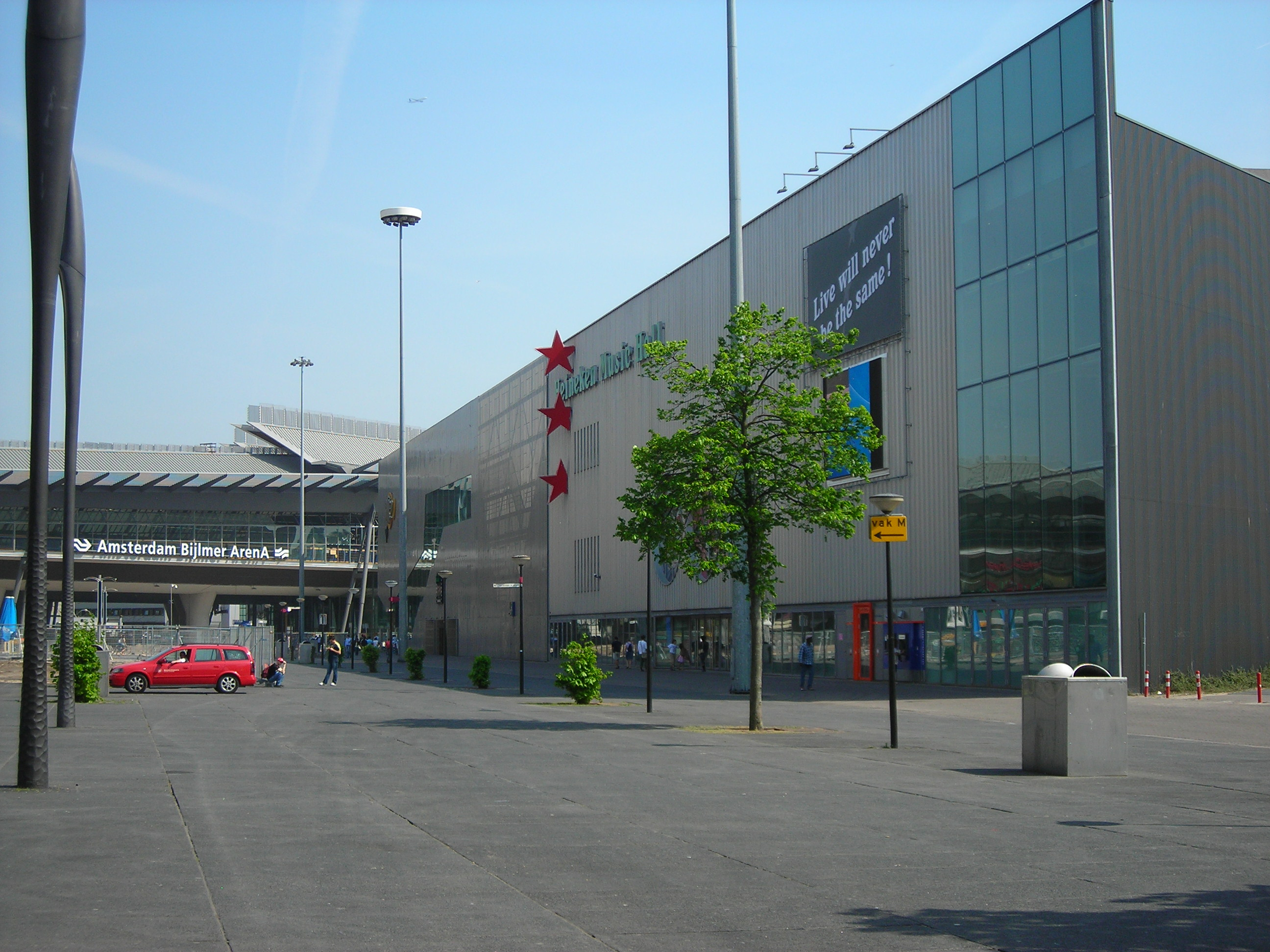
Heineken Music Hall detrás del cine Pathé en la estación Amsterdam Bijlmer ArenA

El AFAS Live, antes llamado Heineken Music Hall es una sala de conciertos donde se celebran algunos conciertos semanales de música pop. La sala fue inaugurada en 2001 y está ubicada en Ámsterdam, Países Bajos.
Las actuaciones se realizan en el gran salón principal, llamado Black Box (Caja Negra). Es la sala más grande del recinto con una superficie de 3.000 m² y una capacidad para 5.500 personas; siendo la mayor sala de conciertos de los Países Bajos. También hay otra sala más pequeña con una capacidad para 700 personas. El gran salón está completamente cubierto con paneles acústicos absorbentes, que hacen que se aprecie mejor el sonido directo de la música al haber mucha menos reverberación que por ejemplo en el adyacente Ámsterdam Arena.
Esta sala de conciertos está patrocinada por la marca de cerveza Heineken. El edificio fue diseñado por el arquitecto Frits van Dongen. El Heineken Music Hall está nominado para el prestigioso premio Pollstar a la mejor sala de conciertos internacional.
Muchos artistas de renombre internacional han actuado en el Heineken Music Hall desde el año 2001. Además, se celebran eventos anuales como los premios TMF y también es escenario habitual de importantes festivales de danza tales como el Qountdown.
El 27 de febrero de 2012, se anunció que sería la sede del Festival de la Canción de Eurovisión Junior 2012.